# Pleurothallis chama
Pleurothallis chama är en orkidéart som beskrevs av Carlyle August Luer. Pleurothallis chama ingår i släktet Pleurothallis och familjen orkidéer. Inga underarter finns listade i Catalogue of Life.